# Louis Michel Pac
Ludwik Michał Pac (en lituanien Liudvikas Mykolas Pacas), comte de Gozdawa, membre d'une famille du grand-duché de Lituanie, né le 19 mai 1778 à Strasbourg et mort le 6 août 1835 à Smyrne (alors dans l'Empire ottoman), est un général français de l’Empire.

## Biographie

### Origines familiales et jeunesse
Ludwik Michał Pac naît en France parce que sa famille, qui fait partie de la haute aristocratie de la république des Deux Nations, a dû s'exiler après la défaite de la confédération de Bar et le premier partage de la Pologne en 1772. 
Son père, Michał (1754-1800) épouse en 1775 à Utrecht (Pays-Bas) Louise Tyzenhaus (?-1791) ; la naissance de Ludwik Michał a lieu alors qu'ils rendent visite à un parent lui aussi exilé, Michel Jean (1730-1787), propriétaire à Strasbourg et à Lingolsheim. 
Ludwik Michał est éduqué en France, puis en Angleterre, et revient en Pologne à l'époque des second et troisième partages (1793 et 1795). Il étudie alors à l'université de Vilnius. En 1797, il hérite d'un autre parent, Joseph Pac, de biens importants, répartis entre les annexions russe et prussienne.

### Au service de la France napoléonienne
Officier dans la Garde impériale française en 1806, il entre dans l'armée du grand-duché de Varsovie, créé par la volonté de Napoléon en 1807, et participe à la campagne d’Espagne de 1808, où, blessé, il est décoré et promu au grade de chef d’escadron le 8 août 1808. Le 28 août suivant il est affecté au chevau-légers de la Garde impériale, et il est fait chevalier de la Légion d'honneur. En 1809, durant la campagne contre l'Autriche, il se fait remarquer aux batailles d'Essling et de Wagram. Il démissionne le 21 décembre 1809 pour rentrer en Lituanie, et il reprend du service en 1810, dans le grand duché de Varsovie en qualité de colonel. Le 14 avril 1812, il est nommé colonel du 15e régiment de cavalerie polonais, puis le 25 mai suivant, du 2e régiment de cavalerie polonais.
Le 18 juillet 1812 il est promu général de brigade, employé auprès de l'Empereur qui se trouve à Vilnius pour préparer l'attaque contre la Russie. Après le désastre de la campagne de Russie, il participe à la campagne de Saxe en 1813, où il est contusionné le 18 octobre à la bataille de Leipzig. Il est élevé au grade de général de division le 1er janvier 1814, au début de la campagne de France, durant laquelle il commande le régiment des lanciers polonais de la Garde impériale, notamment lors du combat de Berry-au-Bac le 5 mars 1814. À la tête de ses cavaliers, il y disperse un parti de cosaques. Il est ensuite présent à Craonne, avant d'être blessé à la bataille d'Arcis-sur-Aube le 30 mars 1814.

### Retour en Pologne (1815-1830)
Le 28 mai 1814 il démissionne du service de la France. Il revient en Pologne alors que, à la suite du congrès de Vienne, le duché de Varsovie devient royaume de Pologne, mais il refuse de se mettre au service d'Alexandre, tsar de Russie et roi de Pologne, et de son frère le grand-duc Constantin, commandant en chef de l'armée du royaume de Pologne. Il préfère se consacrer à des activités économiques, notamment agronomiques. Il devient vice-président de la Société agronomique de Varsovie
En 1816, un duel l'oppose au prince Adam Jerzy Czartoryski, ex-ministre des affaires étrangères de Russie (1803-1806) et curateur de l’université de Vilnius, à propos de la princesse Izabela née Sapieha, qui épouse finalement le prince, blessé durant cette rencontre. 
Le comte Pac est nommé sénateur du royaume de Pologne en 1825, peu avant la mort d'Alexandre et l'avènement de Nicolas. En 1828, il fait partie de la cour chargée de juger des membres de sociétés secrètes patriotiques. Vers cette époque, il épouse Karolina Małachowska et fait un voyage à Florence, ville d'origine des Pac, qui seraient issus d'un membre de la famille des Pazzi émigré en Pologne au XVIe siècle.

### L'insurrection de 1830-1831 et l'exil
Il participe activement à l'insurrection de novembre 1830, au cours de laquelle il est blessé, devenant membre du gouvernement provisoire et responsable des forces armées dans Varsovie insurgée. Par la suite, lorsqu'est formé le Gouvernement national (Narodowy Rząd) dirigé par Adam Czartoryski, il se borne à des responsabilités militaires. Il est élevé à la dignité de palatin (wojewod) par la Diète. Après l'échec de l'insurrection (Varsovie est prise par l'armée russe le 8 septembre 1831), il se réfugie en France, comme des milliers d'autres Polonais, dont le prince Czartoryski. 
Sa mort à Smyrne en 1835 survient au cours d’un voyage commencé en 1834 qui l'a mené en Italie, dans les îles Ioniennes, en Grèce puis en Asie mineure.

## Distinctions
- Commandeur dans l'ordre national de la Légion d'honneur le 24 octobre 1813[12]
- Croix de commandeur dans l'ordre militaire de Virtuti Militari,
- Croix dans l'ordre de Saint-Stanislas.